# Circondario di Bourem
Il circondario di Bourem è un circondario del Mali facente parte della regione di Gao. Il capoluogo è Bourem.

## Geografia antropica

### Suddivisioni amministrative
Il circondario di Bourem è suddiviso in 5 comuni:
- Bamba
- Bourem
- Taboye
- Tarkint
- Temera